# 小幡あけみ
小幡 あけみ（おばた あけみ、11月6日 - ）は、日本の女性声優。東京都出身。

## 来歴
2025年3月31日、同日付でオフィスPACが事業停止したことに伴い、翌4月1日付でフリー転向。

## 人物
特技はヴァイオリン。

## 出演作品

### テレビアニメ
2008年
- カオス;ヘッド -CHAOS;HEAD-（梢の母親）
- しましまとらのしまじろう（2008年 - 2012年、くうこ、桃山ねね[1] 他）-3シリーズ

### OVA
2012年
- 華ヤカ哉、我ガ一族 キネトグラフ（澄田サナ枝[4]）

### ゲーム
2010年
- 華ヤカ哉、我ガ一族（澄田サナ枝）

2015年
- 華ヤカ哉、我ガ一族 モダンノスタルジィ（澄田サナ枝[5]）

### 吹き替え
- アグリー・ベティ
- アメリカン・パイ
- 倚天屠龍記（紀暁芙）
- イントゥ・ザ・ブルー2
- ヴェロニカ・マーズ
- 王妃マリー・アントワネット
- 彼女がラブハンター（シム・ウォルド）
- 華麗なるペテン師たち4
- 気分はぐるぐる #19
- クリミナル・マインド FBI行動分析課（ダイナ 他）
- コールドケース5 #12、18
- コールドケース6（若いシャロン・ラトーラ）
- 最高のともだち（母（ティア・レオーニ））
- CSI:9 科学捜査班
- CSI:マイアミ6 #7
- ジョージアの日記/ゆーうつでキラキラな毎日
- スパイダー パニック!
- 蒼穹の昴
- ダークエイジ・ロマン 大聖堂
- チャーミングガール
- デイ・ウォッチ
- ディフェンダーズ 闘う弁護士
- 天使と悪魔（抗議する女性）
- ノーカントリー
- バットマン ビギンズ（DVD版）
- BAD LOVE
- 犯罪捜査官 アナ・トラヴィス
- ビーチ・エンジェルズ（クリスティーナ）
- 百年の花嫁（キム・ミョンヒ[6]）
- プリンセス・プロテクション・プログラム
- プロジェクト・ランウェイ3（ローラ・ベネット）
- ブルース・リー伝説（シー支配人、シェン・ミンチー）
- BONES
- マダガスカル2
- MAD MEN（モナ・スターリング）
- ミディアム 霊能者アリソン・デュボア
- ライラにお手あげ
- ROME［ローマ］

### 舞台
- ソープ・オペラ
- 法王庁の避妊法

### その他
- アコーディア・ゴルフ